# Semana (Fachzeitschrift)
Semana: Naturwissenschaftliche Veröffentlichungen des Naturhistorischen Museums Schloss Bertholdsburg Schleusingen ist eine jährlich erscheinende, deutsch- und englischsprachige Fachzeitschrift mit Themen aus verschiedenen naturwissenschaftlichen Disziplinen. Publiziert werden vor allem Original-Beiträge zu den Forschungsschwerpunkten Paläontologie, Mineralogie, Petrologie, Geologie und Biologie. Hinzu kommen wissenschafts- und regionalhistorische Artikel (mit naturwissenschaftlichem Bezug), Beiträge aus dem Bereich Naturschutz sowie zu Sonderausstellungen des Museums. 
Semana ist die Fortsetzung der wissenschaftlichen Zeitschrift Naturhistorisches Museum Schloss Bertholdsburg Schleusingen: Veröffentlichungen (Band 1 erschien 1986) und führt deren Bandzählung weiter. Der neue Zeitschriftenname Semana wurde mit dem Jahrgang 2010 (Band 25) eingeführt. 

## Weblink
- Semana-Homepage